# Ludwigia lagunae
Ludwigia lagunae är en dunörtsväxtart som först beskrevs av Thomas Morong, och fick sitt nu gällande namn av Kanesuke Hara. Ludwigia lagunae ingår i släktet ludwigior, och familjen dunörtsväxter. Inga underarter finns listade i Catalogue of Life.